# Costularia neocaledonica
Costularia neocaledonica är en halvgräsart som först beskrevs av Charles Baron Clarke, och fick sitt nu gällande namn av Alfred Barton Rendle. Costularia neocaledonica ingår i släktet Costularia, och familjen halvgräs. Inga underarter finns listade i Catalogue of Life.